# Macchina circolare per maglieria

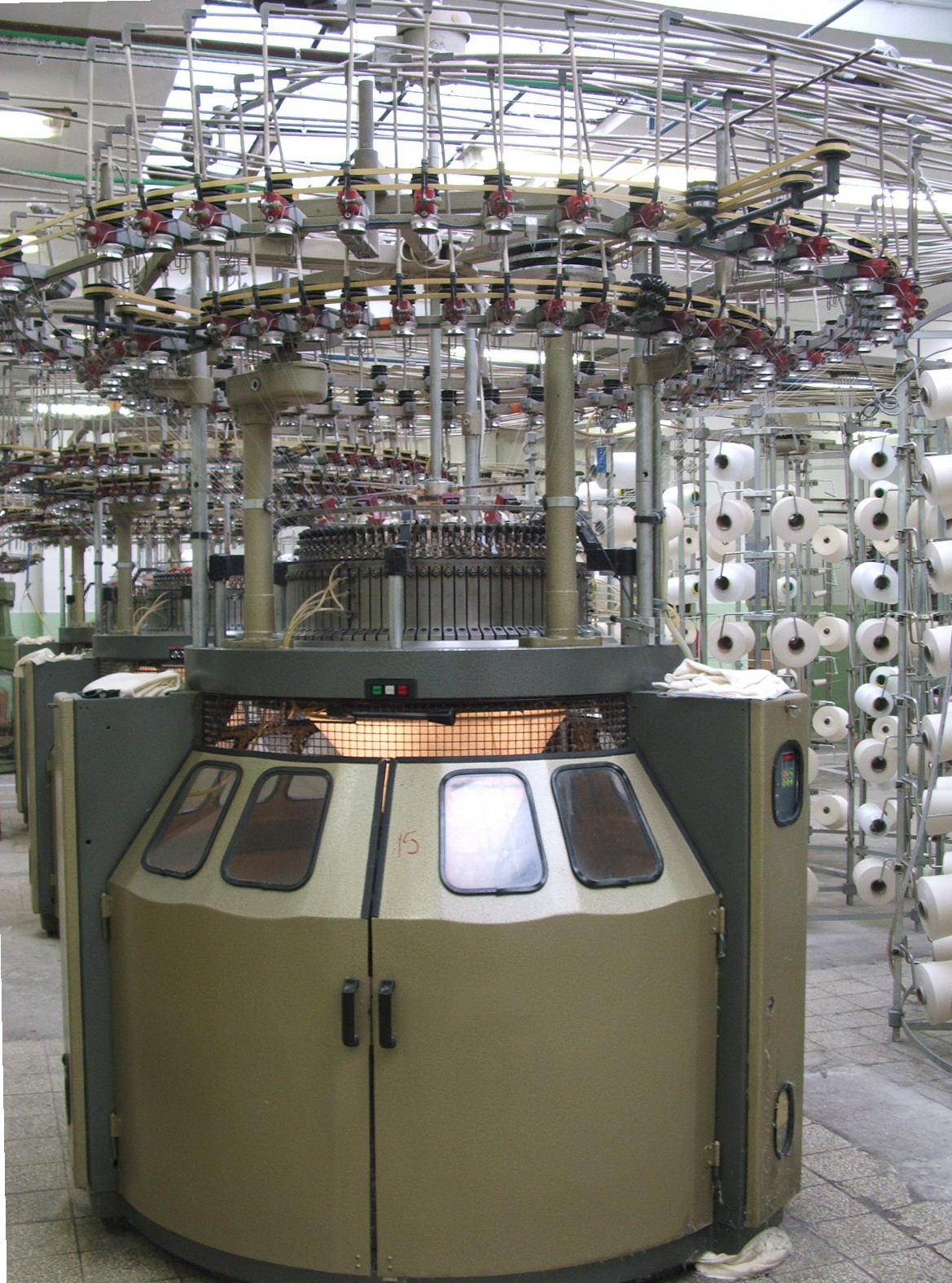
Macchina circolare per maglieria

La macchina circolare per maglieria è una delle macchine a trama più importanti e diffuse nel settore della maglieria. 

## Descrizione e funzionamento
In una macchina per maglieria circolare gli aghi sono disposti lungo un cerchio, a differenza di una macchina per maglieria piana, in cui gli aghi sono piatti uno accanto all'altro. Il prodotto della macchina circolare per maglieria è quindi tipicamente un tessuto tubolare, che viene utilizzato in questa forma tubolare oppure tagliato longitudinalmente e ulteriormente lavorato distendendolo.
Nelle macchine per maglieria circolari vengono utilizzati aghi a linguetta, che in linea di principio vengono azionati allo stesso modo - con l'aiuto di un sistema di lucchetto - come sulle macchine per maglieria rettilinea, e i punti vengono realizzati allo stesso modo.

## Tipi e applicazioni
Sono utilizzate per la realizzazione di un'ampia varietà di prodotti: alcune di esse (come macchine per calzetteria, macchine per la produzione di prodotti di abbigliamento senza cuciture, macchine per maglieria a corda) sono specificatamente destinate al settore produzione di un gruppo specifico di prodotti, altri tipi sono i cosiddetti "articoli a metro", il cui tessuto viene tagliato e cucito per formare un prodotto finito di una determinata forma e dimensione, che può essere un qualsiasi capo di abbigliamento o un tessuto tecnico o sanitario.
Il campo di applicazione delle macchine circolari per maglieria è estremamente ampio:
- su macchine circolari per maglieria di grande diametro, tessuti per biancheria intima e capispalla, abbigliamento sportivo e per il tempo libero - spesso chiamati jersey -, tessuti tecnici, tessuti decorativi, biancheria da letto, coprimaterassi, ecc. realizzano versioni fantasia e semplici;
- il gruppo più importante di macchine circolari per maglieria di piccolo diametro sono le varie versioni di macchine per calzetteria;
- inoltre, su macchine circolari per maglieria di piccolo diametro vengono realizzati molti prodotti destinati ad applicazioni tecniche: tubi, copricavi, materiali per imballaggio, cordoni, tessili sanitari e medicali.

### Macchine per calzificio

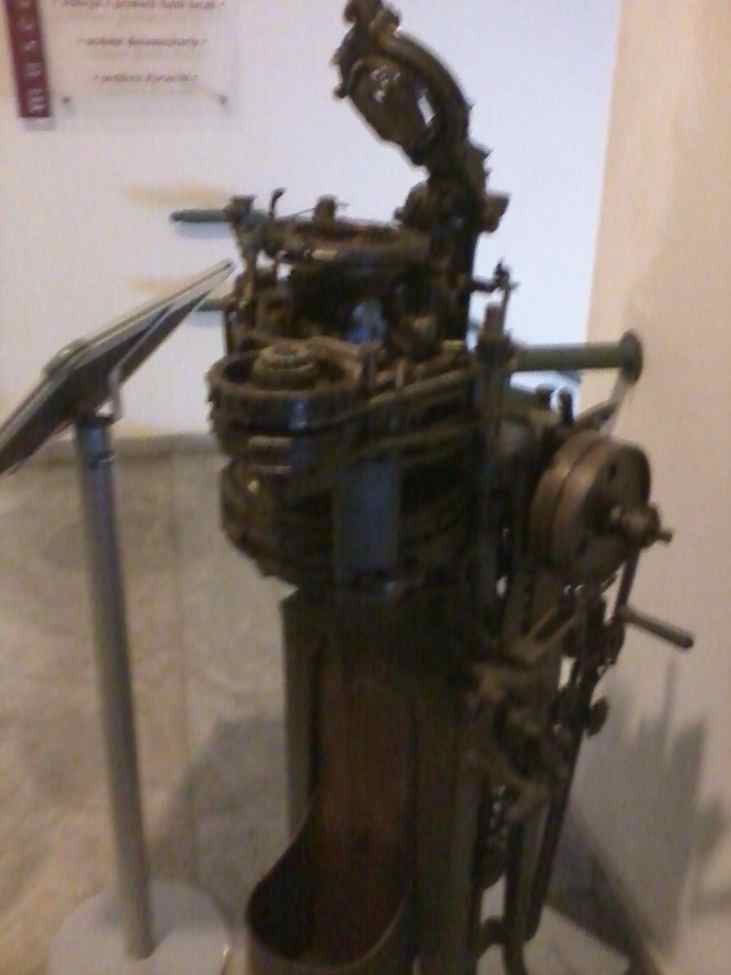
Una delle prime macchine per calze da uomo

I macchinari da calzificio hanno dimensioni ridotte e un numero di aghi che oscilla tra i 50 e i 450. Si tratta di macchine molto sofisticate e oggi completamente automatizzate e gestite dal software di uno o più computer. Oltre che per le dimensioni, si differenziano dalle macchine di maglieria, anche per la necessità di dover produrre il tallone e la punta delle calze, e in queste due fasi della lavorazione, il cilindro che supporta gli organi tessili, deve ruotare alternativamente in un senso e nell'altro, fino al termine della punta e del tallone, cosa che non avviene nelle macchine da maglieria, che ruotano sempre e solo in una direzione.
Altra differenza sostanziale è la rotazione degli organi tessili. Solitamente le grandi macchine circolari per maglieria, hanno il cilindro in cui scorrono aghi, slider e selettori, immobile, mentre i mantelli provvisti dei vari corridoi in cui si impegnano gli organi tessili, ruotano intorno a lui. Situazione valida inizialmente anche per le macchine di calzetteria, ma successivamente, il cilindro, divenne rotante, all'interno dei dispositivi a cam, dedicati a gestire gli organi tessili.
Le caratteristiche principali, sono il numero degli aghi e il diametro del cilindro di lavoro. Questi due elementi determinano la finezza della macchina. La finezza (gauge in inglese) è il numero di aghi presente in un pollice della circonferenza, calcolata, misurando il diametro sul fondo di due canalette contrapposte, nelle quali si muovono gli organi tessili e non sull'esterno del cilindro. Quando parliamo di una finezza 18, significa dunque, che in un pollice della circonferenza, ci sono 18 aghi. Altro elemento importante è lo spessore degli aghi che viene indicato in millimetri. Tipicamente, 0,5 millimetri per la finezza 18 ad esempio, che può anche essere però 0,6 millimetri. Finezza 14, generalmente 0,7 millimetri e 0,4 millimetri per la finezza 26.
Questi macchinari si dividono ancora in due grandi categorie:
- Macchine mono-cilindro: dispongono di un unico cilindro e possono produrre solamente maglia ad un verso (maglia diritta). Fanno eccezione le macchine con un platorello (piccolo piatto scanalato, posto sulla sommità del cilindro, in cui scorrono aghi, posti orizzontalmente, rispetto a quelli verticali del cilindro), in grado di produrre maglia rovescia.

- Macchine con cilindro doppio: dispongono di due cilindri sovrapposti l'uno sull'altro, e gli aghi possono lavorare indifferentemente nel cilindro inferiore o in quello superiore, con la possibilità di produrre maglia diritta quando gli aghi lavorano nel cilindro inferiore e maglia rovescia se lavorano nel cilindro superiore. In queste macchine, gli aghi hanno due teste ad uncino e linguetta. Possono produrre calze in Links (maglia diritta e rovescia variabile, in modo da dar luogo a disegni Calze in Links Jaquard, a due, tre colori, con disegni a scartamento ago. Una menzione meritano le doppio cilindro Wildt Autoswift inglesi, in grado di avere piccoli disegni, senza lo scartamento ago, come veri e propri ricami.

Solitamente le macchine con 400 aghi vengono utilizzate per produrre calze velate per donna e utilizzano prevalentemente fibre sintetiche.
Nel settore delle calze da uomo, il numero degli aghi oscilla tipicamente tra i 168 e i 280 su diametri 3- 3/4 pollici, ma esistono altre finezze in cui il numero degli aghi scende anche intorno ai 50 e i diametri dei cilindri salgono anche fino a 5 pollici.